# Lijst van burgemeesters van Buggenum
Dit is een lijst van burgemeesters van de voormalige Nederlandse gemeente Buggenum in de provincie Limburg. In 1942 werden Buggenum, Haelen en Nunhem samengevoegd tot de gemeente Haelen, die per 1 januari 2007 is opgegaan in de nieuwe gemeente Leudal.
| Ambtsperiode | Naam burgemeester          | Partij of stroming | Bijzonderheden                                   |
| ------------ | -------------------------- | ------------------ | ------------------------------------------------ |
| 1800 - 1801  | Martinus Stocks            |                    | Ook burgemeester van Haelen                      |
| 1802 - 1802  | Jacques Ravée              |                    |                                                  |
| 1803 - 1803  | Andries Crompvoets         |                    |                                                  |
| 1804 - 1812  | Jacques Verheggen          |                    |                                                  |
| 1813 - 1815  | Joannes Schreurs           |                    | Van 1820 tot 1841 burgemeester van Haelen        |
| 1815 - 1825  | Joannes Crompvoets         |                    |                                                  |
| 1825 - 1849  | Marcellus Verheggen        |                    |                                                  |
| 1849 - 1853  | Steven Joosten             |                    |                                                  |
| 1853 - 1856  | Marcellus Verheggen        |                    |                                                  |
| 1857 - 1881  | Jan Jozef Verheggen        |                    |                                                  |
| 1881 - 1884  | Theodorus Schreurs         |                    |                                                  |
| 1884 - 1896  | Gerard Willem Vogels       |                    |                                                  |
| 1896 - 1915  | Theodoor Verheggen         |                    |                                                  |
| 1915 - 1916  | Andries van Vlodrop        |                    |                                                  |
| 1916 - 1934  | Willem Geraets             |                    |                                                  |
| 1934 - 1938  | H.J. Vennekens             |                    |                                                  |
| 1938 - 1942  | Sjaak (J.M.M.J.) Vennekens |                    | zoon van voorganger, later burgemeester van Neer |
| 1942         | Nol (A.J.M.) Tendijck      | NSB                | tevens burgemeester van Haelen (1942-1944)       |